# Jerónimo de Almeida Brandão e Sousa

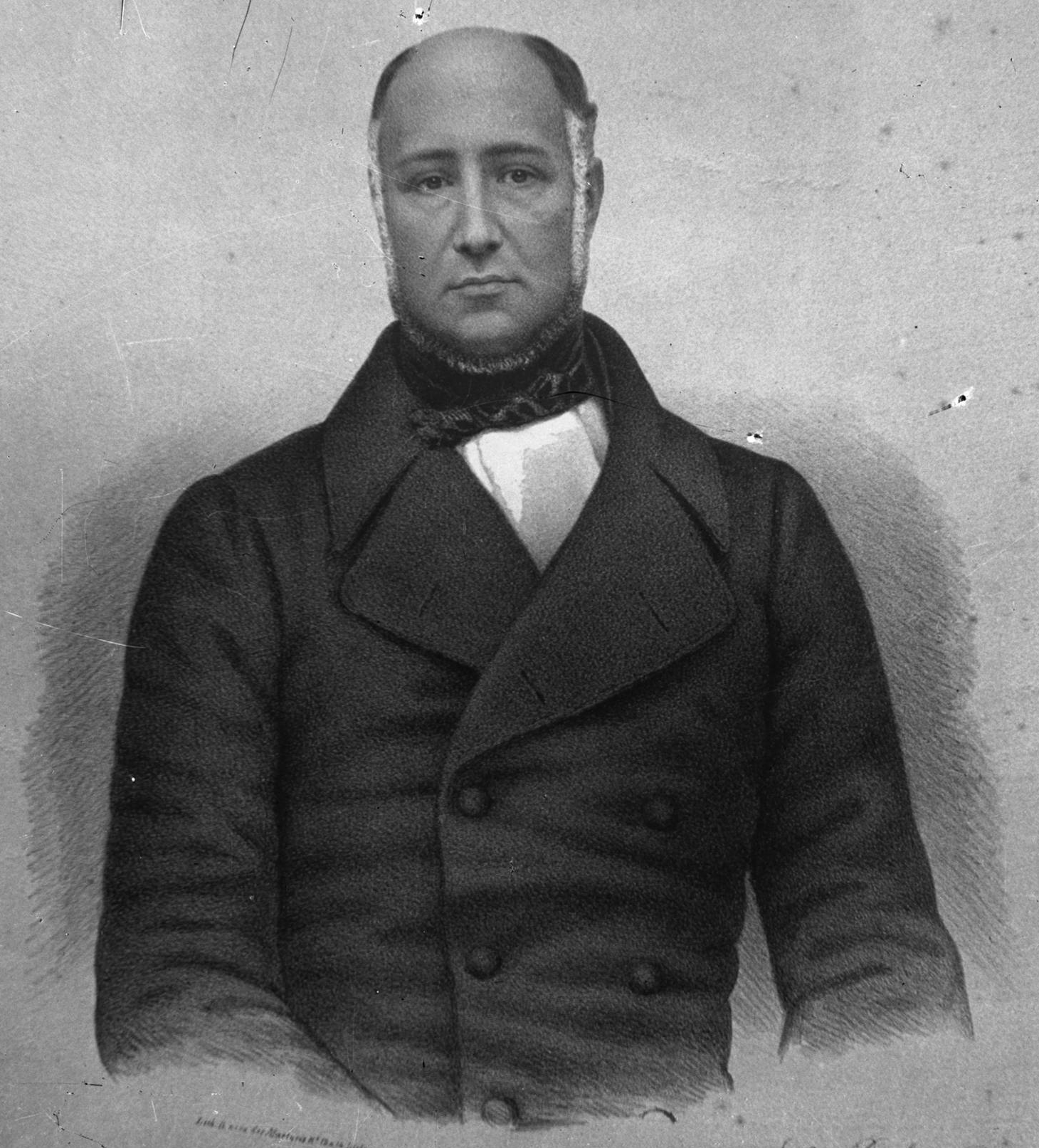
O Barão da Folgosa.

Jerónimo de Almeida Brandão e Sousa (Mortágua, 30 de setembro de 1801 — Lisboa, 10 de julho de 1848), fidalgo da casa real e primeiro e único barão da Folgosa, foi um rico comerciante e capitalista, com grandes propriedades em Lisboa, entre as quais o Palácio da Ega à Junqueira, e no Douro. Foi o principal financiador do monumento funerário ao poeta arcádio Filinto Elísio que se encontra no cemitério parisienese de Père Lachaise.

## Biografia
Filho de Jerónimo de Almeida Brandão e Sousa e de Maria Teresa Brandão. Casou-se em 15 de abril de 1824 com Maria Joaquina da Rocha e Castro. Tiveram uma filha, Júlia Sofia de Almeida Brandão e Sousa, 1.ª condessa de Geraz do Lima. O Barão da Folgosa era irmão de Carlota Maria Brandão e Sousa (n. 4 de novembro de 1869) casada com o Conselheiro Emílio Aquiles Monteverde. 
Recebeu o baronato por decreto de 8 de Novembro de 1843, da rainha D. Maria II e foi agraciado com o grua de comendador da Ordem de Nossa Senhora da Conceição de Vila Viçosa a 23 de dezembro de 1845.